# イブラヒム・バ
イブラヒム・バ（Ibrahim N'Gom Ba, 1973年11月12日 - ）は、セネガル出身の元フランス代表サッカー選手。ポジションはMF。現在はセリエA、ACミランのアフリカ担当スカウトとして働いている。

## 来歴・人物
父親イブラヒマ・バはセネガルを代表するプロサッカー選手（ディフェンダー）。幼少時代をセネガルで過ごし、10歳のときフランスに移住。フランス国籍を取得した。パリ・サンジェルマンなどの下部組織に所属し、91-92シーズン、フランスのル・アーヴルACとプロ契約。1シーズン目こそ出場機会は少なかったものの、翌シーズンには28試合に出場し、以後95-96シーズンまでル・アーブルの主力選手として活躍した。1996-1997シーズンには、ジネディーヌ・ジダンと入れ替わるようにしてFCジロンダン・ボルドーに入団、35試合に出場し自己最多の6得点を記録するなど一気にブレイクした。
持ち前のスピードを生かした迫力あるドリブルと正確なクロスを併せ持つバは、派手なルックスも手伝って一躍注目を集めるようになり「サッカー界のデニス・ロッドマン」とも形容された。1997年1月22日のポルトガル戦ではフランス代表としての初キャップを記録し、バはこの試合で代表初ゴールを挙げている。
ボルドーならびに代表での活躍が認められ、翌97-98シーズンには名将ファビオ・カペッロの要望により、イタリアのACミランへの移籍を果たした。移籍金は1200万ユーロを超えたと言われる。当時のミランは低迷期を迎えていたが、バはセリエA初参戦にして右サイドの定位置を確保、31試合に出場した。第2節のラツィオ戦ではセリエA初ゴールも記録している。
フランス代表においても順調に出場を重ねていたバだが、自国開催となる98年ワールドカップを目前にして大会の登録メンバーから外れた。また、ミランにおいても、98-99シーズンにはカペッロの後をうけた、アルベルト・ザッケローニの信頼を勝ち取れず、新加入トーマス・ヘルヴェグの控えに甘んじた。結局、1998年1月28日のスペイン戦を最後にフランス代表のピッチからも遠ざかっている（※フランス代表歴は8試合・2得点）。翌99-00シーズンは開幕前からザッケローニの戦力構想から外れたため、ミランのチャンピオンズリーグ登録メンバーにバの名前はなかった。
出場機会を求めたバは、セリエA開幕直後の9月14日に当時中田英寿が在籍していたACペルージャへシーズン終了までの期限付きでレンタル移籍した。ところがペルージャでのバは、デビュー戦となる第3節カリアリ・カルチョ戦でのファビオ・マチェラーリに対する頭突き事件（この事件ではセリエAにおいて初めてビデオ判定が取り入れられた）や2000年2月の右ひざ手術もあって満足な成績を残せぬままミランに復帰した。
00-01シーズン、バの出場機会はますます限られたものとなり、翌01-02シーズンには再びレンタルの形でフランスのオリンピック・マルセイユに放出された。5シーズンぶりの母国帰還によって復調のきっかけをつかみたいバであったが、結局マルセイユでの定位置確保はならず、往年の輝きを取り戻すには至らなかった。冬にはレンタル期間の満了を待たずしてミランに復帰した。
翌02-03シーズンはプレシーズンマッチで久々に好調をアピールしたものの、いざシーズンが開幕するとカルロ・アンチェロッティ監督がポゼッション重視の熟成路線を歩み始めたため、バの出場機会は皆無に等しくなり、バはミランのユニフォームに別れを告げた。
ミランを去ったバは2003年9月、イングランド・プレミアリーグに在籍するボルトン・ワンダラーズFCのトライアルに合格し、3ヵ月間の短期契約を結ぶに至ったが、またしても満足のいく出場機会が得られず、新契約のオファーを拒否。03-04シーズンの閉幕をもってトルコのチャイクル・リゼスポルに移籍した。ところが、リゼスポルでは僅か2試合に出場しただけで途中退団。冬の移籍期間（1月）にトライアルを受けてスウェーデンの強豪ユールゴーデンIFに電撃移籍した。ユールゴーデンとは2年契約を結び、2005年シーズンには久しぶりにリーグ戦での得点を記録したが、その後は出場機会が激減し、2006年1月には契約を1年残したまま退団。以後、1年以上にもわたり無所属の状態となった。
07-08シーズン、かねてから練習に参加していた古巣ミランと契約し周囲を驚かせたが、かつてのレオナルド同様、将来のフロント入りを前提とした契約であり、結局このシーズン、バは一度も試合に出場することなく、シーズン終了後の2008年5月21日、現役引退を発表した。引退後はミランのアフリカ担当スカウトに就任し、新戦力の発掘にあたる。

## 個人成績
| シーズン | クラブ            | 出場 | 得点 | 背番号 |
| -------- | ----------------- | ---- | ---- | ------ |
| 1991-92  | ル・アーブル      | 1    | 0    | ?      |
| 1992-93  | ル・アーブル      | 28   | 0    | ?      |
| 1993-94  | ル・アーブル      | 33   | 3    | ?      |
| 1994-95  | ル・アーブル      | 33   | 3    | ?      |
| 1995-96  | ル・アーブル      | 33   | 2    | ?      |
| 1996-97  | ボルドー          | 35   | 6    | 13     |
| 1997-98  | ミラン            | 31   | 1    | 13     |
| 1998-99  | ミラン            | 15   | 0    | 7      |
| 1999-00  | ミラン            | 0    | 0    | 13     |
| 1999-00  | ペルージャ (loan) | 16   | 1    | 25     |
| 2000-01  | ミラン            | 5    | 0    | 33     |
| 2001-02  | マルセイユ (loan) | 9    | 0    | 8      |
| 2001-02  | ミラン            | 2    | 0    | 29     |
| 2002-03  | ミラン            | 3    | 0    | 31     |
| 2003-04  | ボルトン          | 9    | 0    | 15     |
| 2004-05  | リゼスポル        | 2    | 0    | 13     |
| 2005     | ユールゴーデン    | 14   | 1    | 23     |
| 2007-08  | ミラン            | 0    | 0    | 34     |

## タイトル
クラブ
ACミラン
- セリエA 1999
- コッパ・イタリア 2003
- UEFAチャンピオンズリーグ 2003

ユールゴーデンIF
- アルスヴェンスカン 2005
- スウェーデンカップ 2005